# Amphelictus bicolor
Amphelictus bicolor är en skalbaggsart som beskrevs av Chemsak och Linsley 1964. Amphelictus bicolor ingår i släktet Amphelictus och familjen långhorningar.
Artens utbredningsområde är:
- Costa Rica.
- Panama.

Inga underarter finns listade i Catalogue of Life.